# Verzorgingsplaats Lemsterhop
Verzorgingsplaats Lemsterhop is een Nederlandse verzorgingsplaats langs de A6 Joure-Muiderberg tussen afritten 17 en 16 nabij Lemmer, in de gemeente Noordoostpolder.
Ten westen van de A6 ligt de Lemsterweg en ten oosten ligt de Hopweg. Beide wegen komen uit in het Friese Lemmer, gemeente De Friese Meren. Langs de verzorgingsplaats stroomt de Lemstervaart, die uitmondt in het IJsselmeer.
Richting Joure:
Lepelaar · 
Oeverwal · 
De Abt · 
Wellerzand · 
De Lanen
Richting Muiderberg:
De Wiel · 
Lemsterhop · 
Han Stijkel · 
Rivierduin · 
Aalscholver